# Alexander Dubček
Alexander Dubček (Uhrovec, 27 de novembre de 1921 - Praga 7 de novembre de 1992) va ser un polític eslovac que intentà reformar el règim comunista mitjançant la realització de la Primavera de Praga.
Va exercir com a primer secretari del Presidium del Comitè Central del Partit Comunista de Txecoslovàquia (KSČ) (líder de facto de Txecoslovàquia) des de gener de 1968 fins a abril de 1969. Va supervisar reformes importants al sistema comunista durant un període que es va conèixer com la Primavera de Praga, però les seves reformes es van revertir, i finalment va ser abandonat després de la invasió de Txecoslovàquia pel Pacte de Varsòvia l'agost de 1968.
Més conegut per l'eslògan «El socialisme amb rostre humà», Dubček va liderar un procés que va accelerar la liberalització cultural i econòmica de Txecoslovàquia. A les reformes es van oposar els conservadors dins del partit que s'havien beneficiat de l'economia estalinista, així com els interessos del veí bloc soviètic que temien el contagi, la subversió occidental, la vulnerabilitat estratègica i la pèrdua del poder institucional. Per motius d'interessos institucionals a la Unió Soviètica, com els de l'exèrcit i el KGB, informes falsos i la creixent preocupació entre la direcció soviètica que Dubček ja no pogués mantenir el control del país, Txecoslovàquia va ser envaïda per dos-cents mil soviètics, que van dirigir les tropes del Pacte de Varsòvia la nit del 20 al 21 d'agost de 1968. Amb això es pretenia permetre un cop d'estat de les forces conservadores. Aquest cop d'estat, però, no es va poder materialitzar a causa de la manca d'un lideratge de substitució prosoviètic viable i de l'extraordinària popularitat inesperada de Dubček i la direcció reformista. La intervenció soviètica va iniciar un període de maniobra entre conservadors i reformadors on els conservadors confiaven en la influència soviètica per canviar l'equilibri de poder, revertint les reformes de la Primavera de Praga.
Dubček es va veure obligat a dimitir com a cap del partit l'abril de 1969, succeït per Gustáv Husák, un antic reformador i víctima de l'estalinisme que va ser ambiguament afavorit per Moscou. Això va marcar el final de la Primavera de Praga i l'inici de la normalització. Dubček va ser expulsat del Partit Comunista el 1970, enmig d'una purga que finalment va expulsar gairebé dos terços dels membres del partit el 1968. Això va purgar sobretot la generació més jove de comunistes post-Stalin que ell representava juntament amb molts dels experts tècnics i directius més competents.
Durant la Revolució de Vellut de 1989, Dubček va exercir com a president del parlament federal txecoslovac i va competir per a la presidència amb Václav Havel. El Parlament Europeu va concedir a Dubček el Premi Sàkharov el mateix any. Entre la Primavera de Praga i la Revolució de Vellut, Dubček es va retirar de l'alta política, però va servir com a principal inspiració i líder simbòlic per a l'eurocomunisme, mantenint un contacte intermitent amb els reformadors comunistes europeus, especialment a Itàlia i la Unió Soviètica. També el 1989, just abans de la seva mort, Andrei Sàkharov escriuria: «Estic convençut que l'«alè de llibertat» que van gaudir els txecs i els eslovacs quan Dubček era el seu líder era un pròleg de les revolucions pacífiques que ara tenen lloc a l'est d'Europa i a la mateixa Txecoslovàquia». Sàkharov va acreditar a Dubček i la Primavera de Praga com la seva inspiració.
En el moment de la seva mort en un accident d'automòbil el 1992, Dubček continuava sent una figura política important. Molts el van veure com el futur president de la recentment formada Eslovàquia. Des d'aleshores, la seva vida i obra s'han revalorat significativament. Això arriba després d'haver estat eclipsat durant molt de temps per la dinàmica i la retòrica simplista de la Guerra Freda. Segons Jan Adamec, un erudit històric amb seu a Praga:
| « | Crec que hi ha una tendència que es va fer evident cap al 2009, i que es va fer encara més visible després de la mort de Václav Havel, que mostra una certa reconsideració del període entre 1968 i 1989. El panorama és cada cop més divers i ja no és tan blanc i negre com ho era als anys noranta: el mal comunista i la societat temible i reprimida. La imatge està guanyant ara una varietat de colors. | » |

## Primers anys
Des de 1989, molts historiadors i estudiosos han parafrasejat Guennadi Gueràssimov, un portaveu de Mikhaïl Gorbatxov, quan se li va preguntar la diferència entre el que Gorbatxov i Dubček havien fet. Va dir que feia 19 anys. Molts ho han posat en dubte des d'aleshores, millor veient matisos i particularitats més enllà de les narracions de la Guerra Freda. De fet, malgrat que els dos futurs líders van qüestionar profundament l'estalinisme en el moment del Discurs Secret de Nikita Khrusxov el 1956, Dubček tenia una família, una educació i una formació primerenca molt diferents de la formació convencional del Partit Comunista, que molts assumeixen que tenia, així com una educació fonamentalment diferent de la de Gorbatxov i del líder de la Revolució de Vellut, Václav Havel. Com assenyala Ivan Laluha, el seu pensament va donar forma a la seva educació per pares no convencionals, i l'experiència personal i les associacions de llarga durada amb experiments i membres utòpics i internacionals que emfasitzaven un estil de lideratge consensuat.
Alexander Dubček va néixer a Uhrovec, població situada a la regió de Trenčín, que en aquells moments formava part de Txecoslovàquia i que avui en dia forma part d'Eslovàquia), el 27 de novembre de 1921. Quan tenia tres anys, la família es va traslladar a la Unió Soviètica. Va passar la major part de la seva infantesa vivint en el que alguns han anomenat una comuna del que avui és el Kirguizstan. L'assentament es trobava a Pishpek (ara Bixkek), a l'RSS del Kirguizstan de la Unió Soviètica, actualment Kirguizstan. Era una cooperativa industrial esperantista i idista utòpica, Interajuda. Pavol Dubcek, el fill d'Alexandre, va descriure el que la família del seu avi hi va trobar: «no hi havia res més que una antiga caserna», després que la família hagués vingut prometent oportunitats laborals i una bona vida. Va dir que molts de la primera generació de nens immigrants van patir tifus. Malgrat això, Pavol va decidir que era «impossible» tornar enrere en aquell moment. El 1933 la família es va traslladar a la ciutat central russa de Gorki, actualment Nijni Nóvgorod. Aleshores Alexandre tenia 12 anys.
El 1938, per ordre de Stalin, haurien hagut de renunciar a la seva ciutadania txeca per quedar-s'hi. Amb la mateixa lleialtat al seu lloc de naixement que Alexandre mostraria la resta de la seva vida, la família va tornar a Txecoslovàquia. Als 17 anys, Alexander es va unir al llavors il·legal Partit Comunista d'Eslovàquia (KSS), treballant per organitzar la resistència al seu lloc laboral. Va ser aquí, com a obrer de fàbrica a Dubnica nad Váhom, on va aprendre el seu primer ofici. Va treballar juntament amb el seu germà, Július, i amb la seva amiga d'infància, Anna Borsekova.

## Ascens dins el Partit Comunista
Van lluitar contra l'estat eslovac proalemany en temps de guerra, dirigit per Josef Tiso. L'agost de 1944 ell i el seu germà van rebre l'ordre d'unir-se als partisans. Eren membres de la brigada partisana Jan Žižka durant l’aixecament nacional eslovac. El seu germà va morir en l'aixecament. La segona i última vegada que Alexander va ser ferit, fou enviat a la família Peterov a Velčice per recuperar-se amb l'ajuda d'Anna. A causa de la seva participació en l'aixecament, aquesta seria una mala marca per a ell durant el període estalinista, després que les autoritats comencessin a fusionar les activitats dels partidaris dels aixecaments amb membres del règim de guerra i altres elements no comunistes.
El pare d'Alexandre, Štefan, era membre del partit des de 1921. Al seu retorn va tornar a fer-s'hi actiu. Štefan es va encarregar d'imprimir els papers del partit, els documents falsificats i oficials, així com de produir altres publicacions d'esquerra. Durant aquest temps, les activitats d'Alexandre i la seva família consistien més a treballar a través de xarxes personals que no pas amb cèl·lules del partit. Tota la família hi va participar, canviant d'un lloc a l'altre, i finalment es va traslladar a Velčice. Després de l'arrest de bona part de la direcció del KSS el 1942, Štefan i els Dubček van treballar amb un altre antic membre d'Interhelpo, principalment organitzant la joventut comunista. Alexander va ser arrestat al juliol, però no abans de tenir un impacte i autoritat significatius. Després de l'arrest de Štefan, va ser enviat a la presó i finalment al camp de concentració de Mauthausen, al qual va sobreviure en part perquè hi va estar poc de temps.
Alexander es va casar amb una amiga de la infància, Anna Dubčeková (nascuda Borseková), el setembre de 1945. Van començar a edificar una casa a Trenčín.
Membre del Partit Comunista Eslovac durant la guerra, l'any 1949 va ser nomenat secretari de districte del Partit a la regió de Trenčín, i el 1951 membre del Comitè Central del Partit Comunista de Txecoslovàquia i diputat de l'Assemblea Nacional, la qual cosa va motivar el seu trasllat a Bratislava, on va estudiar Dret a la Universitat de Komenski.
Va començar els seus estudis a Universitat Comenius de Bratislava, però tornaria a la Unió Soviètica el 1955 per assistir a la Universitat de Política de Moscou, on es va graduar el 1958 abans de tornar a casa. Mentre es trobaven a Moscou, els amics russos de Dubček es van assabentar del discurs secret de Khrusxov que va denunciar Stalin el 1956. Passarien un parell de mesos abans que li ho expliquessin. El discurs havia estat una resposta a les històries que circulaven d'aquells que havien començat a tornar de la falsa presó al Gulag. Per molt que Dubček estigués molest per les notícies del que havia fet Stalin, també admirava a Khrusxov per haver pronunciat el discurs davant l'oposició de la majoria de dirigents, que estaven ells mateixos implicats.

## Educació i principis de la seva carrera política
El 1948, el partit al qual s'havia unit es va reorganitzar com a branca eslovaca del Partit Comunista de Txecoslovàquia (KSČ). Malgrat que encara fora dels cercles superiors, la generació de Dubček va representar la jove base idealista del partit que va prendre el poder el 1948, sense trencar-s'hi. Va ser l'estalinisme el que representava la discontinuïtat. Aquesta generació preestalinista originàriament va cessar el poder, aliada amb la generació més jove de membres del partit, que va començar a qüestionar el camí que havien seguit els seus líders majors quan van començar a ascendir a les files durant la dècada de 1950 i principis de 1960.
La branca eslovaca del partit va sorgir de la guerra amb una base de membres més petita i menys connexió amb les institucions eslovaques que les branques txeques. Per reclutar una base de partit de masses per a la política electoral, la direcció del partit, que tenia més de 60 anys d'edat de mitjana, va apel·lar a un ampli segment de gent jove amb menys motivació ideològica, donant al partit una cultura més pragmàtica i menys ortodoxa. En contrast amb la branca txeca del partit, la família, la identitat regional, les relacions religioses, professionals i interpersonals formaven la cola de la branca eslovaca del partit. Un Dubček socialment idealista, sense una destinació ideològica rígida al cap, va pujar enmig d'aquestes files.
El 1948 va prendre el poder el Partit Comunista de Txecoslovàquia. El juny de 1949, encara a Trenčín, Dubček va ser ascendit de les funcions de partit menors al seu lloc de treball a secretari administratiu de l'OV KSS. Ascendí en els rangs del partit com a funcionari, primer a Trenčín, després va ser traslladat a Bratislava, i després a Banská Bystrica, mentre va seguir estudis i formació. Va marxar a la Unió Soviètica el 1955, però en tornà el 1958 després d'acabar els estudis universitaris. Poc després de tornar de Moscou, el setembre de 1958 va ser nomenat secretari en cap del Comitè Regional d'Eslovàquia Occidental del KSS, i després es va traslladar a Praga el 1960. Allà, com a secretari del Comitè Central del Partit Comunista de la República Txeca per a la Indústria, Dubcek es va implicar intensament en el treball de les comissions de rehabilitació (especialment les de Drahomir Kolder i Barnabit, 1962-1963). Coneixent els mecanismes de la repressió, Dubcek anomenaria això un punt d'aigua en el seu pensament que el duria a les reformes.
Del 1960 al 1968 també participà en l'Assemblea Nacional.
El 1963, una lluita pel poder en la direcció de la branca eslovaca va derrocar Karol Bacílek i Pavol David, aliats de línia dura d'Antonín Novotný, primer secretari del KSČ i president de Txecoslovàquia. Bacílek va ser destituït en resposta a les conclusions de les comissions de rehabilitació, pel seu paper en crims com a ministre de l'Interior dels anys cinquanta. En el seu lloc, una nova generació de comunistes eslovacs va prendre el control dels òrgans del partit i de l'estat a Eslovàquia, liderats per Dubček, que es va convertir en primer secretari de la branca eslovaca del partit. Juntament amb aquest títol, Dubček esdevingué membre del Presidium del Comitè Central del KSČ.
Poc després que Dubček prengués la nova posició com a cap del Partit Eslovac el 1963, va supervisar personalment la rehabilitació completa dels anteriors condemnats per ser «nacionalistes burgesos» eslovacs. Va promoure el retorn de personalitats culturals històriques a la consciència popular dins la societat eslovaca. Això va prendre la forma de celebracions i commemoracions, com ara el 150è aniversari dels líders del segle XIX del Renaixement Nacional Eslovac Ľudovít Štúr i Jozef Miloslav Hurban, el centenari de la Matica slovenská el 1963 i el vintè aniversari del mateix Aixecament Nacional Eslovac en què Dubček havia participat. Fins i tot abans d'aquesta presa de possessió reformista, el clima polític i intel·lectual a Eslovàquia havia estat més lliure que el de les terres txeques.
Mentrestant, alguns setmanaris culturals com Literarni Novinv, Kultúrny život i Kulturni Tvorba van veure un públic molt ampliat. Tanmateix, com moltes de les institucions de la cultura eslovaca, aquestes publicacions estaven involucrades en una confrontació majoritàriament indirecta amb el centre, com una exageració irònica evident de la línia del partit. Els conflictes polítics eren habitualment negociats. Això es va complicar amb excepcions, com Kultúrny život, el setmanari de la Unió d'Escriptors Eslovacs, que les autoritats consideraven políticament poc fiable. Aquests enfrontaments directes es van anar estenent. L'any 1967, l'obra de Václav Havel, El memoràndum, i la novel·la de Milan Kundera, L'acudit, van ser considerades per molts escriptors l'inici d'una rebel·lió oberta.

## Primavera de Praga
L'economia txecoslovaca va començar a aturar-se a principis dels anys seixanta. El model únic de planificació econòmica, més adequat a la Unió Soviètica preindustrialitzada dels anys trenta, va provocar una inversió excessiva en la indústria pesant a costa de la indústria lleugera i els béns de consum. La quantitat es va maximitzar independentment dels costos, la qual cosa va provocar una mala qualitat i preus que eren el doble dels preus mundials. Juntament amb altres economistes, Ota Šik va condemnar el sistema de gestió existent perquè feia impossible el desenvolupament posterior. Tot i que la producció va continuar creixent, encara que lentament, el 1964 els ingressos van començar a baixar. Això obligà l'aleshores president Antonín Novotný a començar a fer concessions limitades per liberalitzar l'economia estrictament planificada. Això incloïa permetre una major llibertat a les empreses per fixar preus i salaris. Tot i que l'origen de la crisi immediata van ser els efectes econòmics, la generació de Dubcek s'havia passat a principis dels anys 60 als viatges, recerques i estudis amb el suport de l'acadèmia, l'estat i el partit. El seu conjunt d'investigacions i experiència van convèncer els reformadors que el seu país autoaïllat no sols havia arribat a un punt mort, sinó que s'havia quedat enrere de la resta del món a causa d'una generació d'estancament en tots els àmbits de la vida.
Les reformes només van tocar alguns sectors, i foren lentes; el règim les va intentar compensar amb l'augment de les importacions. La liberalització de l'economia centralitzada amenaçà els de la burocràcia del partit que administraven l'antic sistema, provocant el sabotatge i alentiment de les reformes votades. L'esfera cultural es liberalitzà de manera més completa i ràpida, però l'economia i l'autonomia nacional es van mantenir fortament centralitzades. Els intel·lectuals culturals van ser capaços d'aconseguir més, amb una major influència entre els reformistes gràcies a una combinació de més capacitat de connexió amb el públic i la peculiaritat del sistema. Els escriptors i editors es van beneficiar de la rendibilitat autònoma dels sectors que controlaven, que els donà uns interessos fonamentalment diferents dels vinculats a la indústria pesant o a altres sectors, mancats d'independència financera.
Els reformadors econòmics tecnocràtics, com Radoslav Selucký, que denunciava el «culte al pla», eren només una mica menys amenaçadors ideològicament. En molts aspectes, eren igual de perillosos per als interessos dels conservadors del partit, però no tenien la palanca política dels economistes morals que van fer un pont amb els escriptors i els intel·lectuals. Ota Šik es basava en un enfocament i un mètode interdisciplinaris. Els escriptors i intel·lectuals van començar a veure's com els que mantenen l'equilibri de poder entre l'aparell arrelat i els reformadors, la qual cosa explica per a molts el seu entusiasme per unir-se al partit en nombre desproporcionat, on es podia expressar el seu poder creixent.
En qualsevol cas, les reformes econòmiques van tocar tant les nacionalitats com la qüestió política. La reforma del funcionament de l'economia va lligada al funcionament del partit i el pensament va evolucionar per reconèixer la necessitat de representar una diversitat d'interessos. La reforma cultural va tocar la reforma econòmica, ja que els grups educats van veure que un dels principals recursos que l'economia descuidava era el talent. L'avanç tècnic requeria habilitats que no eren promogudes ni respectades entre els conservadors, com ara Novotný, que en la seva majoria eren poc educats i sovint mancaven de competències fonamentals en els llocs de treball. No demanaven, però, capitalisme i diferència de classe, sinó compensació democràtica pel temps i les despeses addicionals necessaris per a la seva educació.
El maig de 1967, parlant davant el Ple del Partit Comunista d'Eslovàquia, Dubček va representar aquesta creixent convicció entre la seva generació que rebutjava la dictadura d'una sola classe de treballadors o funcionaris del partit. En lloc d'això, apel·là a un principi humà universal que tenia tant en comú amb la sociologia com amb el marxisme-leninisme, en els orígens, la pràctica i els objectius, tot i que encara abraçava tots dos. El setembre de 1967, els conservadors de Novotný van començar a imposar una censura estricta a les pel·lícules i altres productes culturals, institucions i treballadors de la cultura. Això no calmà l'oposició, sinó que la va provocar encara més. Després hi hagué una mobilització de solidaritat sense precedents entre els treballadors de la cultura tant en terres txeques com eslovaques.
Després de la presentació de les queixes el mes anterior, l'octubre de 1967 Dubček i Ota Šik van desafiar l'estil de lideratge del primer secretari Novotný en una reunió del Comitè Central. Dubček va dir que havia actuat com un dictador. Davant la manca de suport a nivell central i local del partit i les grans manifestacions públiques de l'últim dia d'octubre que van ser mal gestionades, provocant una nova oposició, Novotný convidà en secret el líder soviètic Leonid Bréjnev a visitar Praga el desembre de 1967. Tenia l'esperança de reforçar la seva pròpia posició.
A Praga, Brezhnev es va quedar sorprès en conèixer l'abast de l'oposició a Novotný. Va decidir no interferir-hi. Brezhnev donà suport en general a Novotny, però va dir que no hi era per resoldre-li els problemes, sinó per ajudar a restablir la unitat del partit, mentre que el Presidium del KSC estava en un punt mort 5-5. El gener de 1968, les qüestions de lideratge i reforma van ser lliurades al Comitè Central del Partit Txecoslovac. Van votar censura a Novotný, dividint les funcions del president i del líder del partit. Continuà com a president però va ser substituït per Dubček com a primer secretari. Novotný va resistir, intentant mobilitzar elements de l'exèrcit per evitar la seva pèrdua de poder. Irònicament, la investigació sobre això va fer que Novotný fos completament destituït del càrrec uns mesos després. Les investigacions dels funcionaris i dels mitjans de comunicació recentment alliberats del seu principal còmplice, el general Jan Šejna, posaren al descobert un escàndol de corrupció relacionat amb els negocis foscos dels seus subordinats i dels seus fills, conegut com l'«Escàndol de llavors de trèvol».
Dubček, amb els seus antecedents i formació a Rússia, era vist per l'URSS com un parell de mans segures. «La nostra Sasha», com l'anomenava Bréjnev. A part de l'animadversió personal i professional immediata del líder búlgar, Tòdor Jívkov, que es negà a reconèixer-lo directament, altres líders del Pacte de Varsòvia van enviar les felicitacions habituals. Zhivkov va rebre una protesta dels diplomàtics soviètics pel seu ressentiment. El comportament de Zhivkov no estava pas motivat per l'oposició al programa de reformes de Dubček, sinó per la seva incomoditat per la manera en què el seu predecessor havia estat eliminat. Sense amagar cap a on anava, al febrer, amb Brezhnev present, Dubček es va comprometre: «Haurem d'eliminar tot el que estranya en la creativitat artística i científica».
El període posterior a la caiguda de Novotný es va conèixer com la Primavera de Praga. Durant aquest temps, Dubček i altres reformadors van intentar liberalitzar el govern comunista, creant un «socialisme amb cara humana». L'objectiu de Dubček i els seus aliats no era el retorn al capitalisme, ni tampoc la fi del govern del Partit Comunista o el seu paper de lideratge en la societat. Era un socialisme marcat per «la democràcia interna, il·limitada i incondicionada pel partit, l'enfortiment de la fe del poble i de la classe obrera, i la seva transformació en força revolucionària i poder creador del partit». Amb aquesta finalitat, la Primavera de Praga intentà liberalitzar el règim existent. Va continuar una sèrie de reformes que atorgaven major llibertat d'expressió a la premsa i al públic; va rehabilitar les víctimes de les purgues estalinistes per part de Klement Gottwald, avançà la descentralització econòmica i va donar suport a reformes fonamentals dels drets humans que incloïen un poder judicial independent.
Durant la Primavera de Praga, ell i altres comunistes de mentalitat reformista van augmentar el suport popular al govern comunista eliminant-ne els trets repressius, permetent una major llibertat d'expressió i tolerant organitzacions polítiques i socials sense control comunista. «Dubček! Svoboda!» es va convertir en la tornada popular de les manifestacions estudiantils durant aquest període, mentre que una enquesta li donava un suport públic del 78 per cent.
Dubček va declarar un programa de 10 anys per implementar reformes, però a mesura que les reformes agafaven impuls, va lluitar per mantenir el control i seguir amb els esdeveniments. Dubček havia estat un candidat de compromís entre reformadors més radicals i conservadors de línia dura. En el poder, Dubček es va veure atrapat entre una poderosa minoria de línia dura a Txecoslovàquia i els seus aliats en altres estats del Pacte de Varsòvia que pressionaven Dubček perquè controlés la primavera de Praga, i d'altra banda, reformadors més radicals que exigien un abast més ampli i immediat de les reformes. Encara que subratllava el paper principal del Partit i la centralitat del Pacte de Varsòvia, Dubček també estava obert a redefinir el deure dels membres del partit des de l'obediència a una expressió més creativa. Segons una avaluació de la CIA en aquell moment, Dubček era vist com un polític hàbil que podria tirar endavant l'acció d'equilibri a casa seva, que si fos cert va fer que la intervenció militar soviètica fos encara més urgent per la facció antireforma. Potser el Politburó soviètic no compartia aquesta visió de Dubček, però interpretà els esdeveniments com una demostració de deshonestedat tant com de manca d'habilitat. En una conversa telefònica entre Dubček i Brezhnev el 13 d'agost, Dubček es queixava que estava a punt de claudicar, frustrat per les dificultats per complir les seves promeses perquè estava operant en una situació tan fluida que la planificació era difícil i qualsevol nova promesa només podia ser una provocació. Brezhnev va augmentar la desconfiança quan aquestes promeses no s'acompliren ràpidament.
La direcció soviètica va intentar regnar en els esdeveniments a Txecoslovàquia mitjançant una sèrie de negociacions. La Unió Soviètica acordà converses bilaterals amb Txecoslovàquia al juliol a l'estació de ferrocarril de Čierna nad Tisou, prop de la frontera eslovacosoviètica. A la reunió, Dubcek defensà el programa de reformes, però es va comprometre a mantenir el compromís del seu govern amb el Pacte de Varsòvia i el Comecon. Dubček va prometre frenar els mitjans de comunicació i les tendències antisocialistes i impedir la reconstitució del Partit Socialdemòcrata. A canvi, els soviètics van prometre retirar les tropes que havien estat estacionades al país des dels exercicis d'aquell juny, on els txecs havien jugat amb l'equip de l'OTAN.
Malgrat els continus esforços de Dubček per subratllar aquests compromisos després, Brezhnev i altres líders del Pacte de Varsòvia van dir a Dubček que estaven ansiosos. Com que s'amagaven molts motius darrere d'activitats clandestines, motius personals i prejudicis organitzatius, i fins i tot els partidaris de la intervenció de línia dura havien de fer aparicions per no ser acusats de traïció, hi va haver i segueix havent-hi confusió sobre els motius soviètics per a la invasió que va acabar amb la primavera de Praga.
Alguns creien que els soviètics veien fins i tot una premsa parcialment lliure com una amenaça a la fi del govern unipartidista de Txecoslovàquia i (per extensió) en altres llocs d'Europa de l'Est. Això és contradit per molts testimonis oculars, com Ken Coates. Segons ell, l'acusació que el partit estava perdent el control o que els contrarevolucionaris feien un mal ús de les reformes, inclosa la llibertat de premsa, per soscavar la posició del partit, era risible, dient: «Qualsevol persona que fos a Praga i visqués a Txecoslovàquia en aquell moment sabia que l'autoritat del Partit, la posició del Partit als ulls de la nació havia millorat per primera vegada». En canvi, va dir que «El Partit s'havia desacreditar».
Tanmateix, la conversa telefònica entre Brezhnev i Dubček el 13 d'agost suggereix que es va donar una gran importància a la cobertura mediàtica. Brezhnev havia ordenat a Dubcek que retirés els responsables clau dels mitjans de comunicació, concretament «Pelikán, Císař, Kriegel i altres canalles». La manca de voluntat o la incapacitat de Dubček per fer-ho creà desconfiança al voltant de determinades declaracions difoses pels mitjans de comunicació, la qual cosa podria haver fet que el tema fos més significatiu del que realment era en si mateix, ja que donava credibilitat als colpistes.
La llibertat de premsa va començar com una obertura per a reavaluar les purgues estalinistes i el passat històric de la nació, però es va convertir en un ideal abstracte com a crítica conservadora generalitzada. Les qüestions eren més àmplies. La confusió era comuna. En el moment de la invasió, els esdeveniments van agafar gran part del món per sorpresa, malgrat l'evidència generalitzada de l'acumulació de tropes i les maniobres aparentment arbitràries contínues a les fronteres del país. En una reunió d'emergència del Consell Nacional de Seguretat dels Estats Units convocada pel president Lyndon B. Johnson el 20 d'agost, el secretari de Defensa Clark Clifford, juntament amb el gabinet i el president no van poder explicar les accions soviètiques. La invasió també esclatà amb tants canvis desestabilitzadors que alguns han assenyalat que la «llibertat de premsa» hi serveix d'explicació.
En una carta escrita el 1974 a la vídua de Josef Smrkovský, un aliat polític proper que va morir en desgràcia política oficial aquell gener, Dubček va dir que no podia explicar per què la direcció soviètica feia «informes distorsionats» sobre la naturalesa i els objectius de la seva reforma socialista. Va dir que aquestes advertències urgents a la direcció soviètica provenien dels líders del partit i d'altres conservadors que «veien tot allò que passava només des del punt de vista de la pèrdua del seu paper de lideratge al partit».
Els elements antireformistes eren una coalició d'intransigents a la Unió Soviètica, com ara Iuri Andrópov; els informes falsos dels esdeveniments a Hongria també havien ajudat a superar l'oposició de Khrusxov a la intervenció, i líders del Pacte de Varsòvia que temien per les seves pròpies posicions, com ara el líder de l'Alemanya de l'Est, Walter Ulbricht, i el líder polonès, Władysław Gomułka. Potser el més significatiu és que els informes falsos d'alt nivell incloïen cartes secretes enviades directament al Politburó soviètic pels dirigents txecoslovacs que havien promogut la intervenció. Un d'aquests missatges s'envià a Brezhnev en el moment de la reunió de Čierna nad Tisou. Aquestes cartes i informes els enviaren un grup de radicals antireformistes del Partit Comunista Txecoslovac (KSC), sota el lideratge del cap del Partit Comunista Eslovac, Vasiľ Biľak, treballant amb aliats del StB i l'exèrcit txecoslovac. Més tard, Bil'ak escrigué en les seves memòries que el que més temien ell i els seus col·legues, fins a mitjans d'agost, era que Dubček arribés a un acord de compromís amb Moscou que previngués o impedís una invasió. El mateix Bil'ak temia la seva sortida imminent del càrrec amb una bona raó. Les seves dates van ser el 26 d'agost, data del Congrés del Partit Eslovac, i el 20 d'agost, una reunió de la direcció reformista. Tots dos havien estat traslladats per permetre als reformadors assegurar-se millors posicions. Les advertències de Bil'ak i els seus partidaris van alimentar els temors deliberadament exagerats d'una «contrarevolució antisocialista» violenta com una «amenaça imminent». Això impulsà els soviètics a una acció ràpida, i també a assegurar-se que Dubček seria fulminat i ni tan sols un govern reformista moderat restaria per frustrar les seves prerrogatives personals. La llibertat de premsa va ser només una de les moltes reformes on no es podia tolerar cap compromís.

## Intervenció fraternal
La nit del 20 al 21 d'agost de 1968, les forces militars d'alguns estats membres del Pacte de Varsòvia (Albània, Romania i Alemanya de l'Est no hi van participar) envaïren Txecoslovàquia. Els mitjans soviètics van citar una crida d'ajuda de representants anònims com la causa de la «intervenció fraterna», publicant una crida no identificada com a prova el 22 d'agost de 1968; no obstant això, com quedà clar des del primer dia que pràcticament tota la direcció responsable del govern txecoslovac i els partits comunistes, inclòs Dubček, eren culpables de la invasió, i fins i tot el lideratge que tenia el suport dels soviètics va caure en acusacions d'uns contra els altres, la majoria dels partits comunistes aliats d'arreu del món van rebutjar el pretext soviètic com una fina disfressa per a una greu violació de l'autonomia dels partits nacionals. Fins i tot el president Ludvík Svoboda havia emès públicament una declaració demanant la retirada de les forces d'ocupació i la continuïtat de les reformes, mentre que els representants de l'ONU de Txecoslovàquia demanaren suport internacional contra la invasió.
Els soviètics només eren parcialment responsables de la seva confusió. Després d'una llarga conversa telefònica entre Bil'ak i Brezhnev el 10 d'agost, dos dels aliats més importants de Bil'ak es van reunir amb l'ambaixador soviètic a Txecoslovàquia els dies 14 i 15 d'agost: Alois Indra, que juntament amb Drahomir Kolder havia estat prèviament en contacte directe amb el Politburó soviètic, fou acompanyat per un altre de la línia dura del KSC, Oldřich Pavlovský, en la reunió amb l'ambaixador Stepan Chervonenko. Li van assegurar que tan aviat com les «tropes soviètiques entressin en acció la nit del 20 d'agost», les «forces sanes» del KSC durien a terme el seu «pla d'acció» per derrocar Dubček, establint un «govern revolucionari provisional d'obrers i camperols». Indra va dir que podria «garantir» que la majoria del Presidium del KSC, el Comitè Central del KSC, l'Assemblea Nacional i el govern txecoslovac s'unirien a les «forces sanes». Va prometre sis dels onze membres del Presidium del KSC i 50 membres del Comitè Central del KSC com els seus partidaris.
El Politburó soviètic va rebre moltes d'aquestes crides d'intervenció, enganyant-los per confiar en la viabilitat d'un govern de línia dura a l'espera. El KGB també havia enterrat informes que els EUA i la República Federal d'Alemanya no estaven darrere de la Primavera de Praga. El cap de l'estació del KGB a Washington DC, Oleg Kaluguin, va descobrir anys més tard que la direcció del KGB havia ordenat destruir els seus informes i no mostrar-los a ningú després d'haver rebut el que Kalugin pensava que era una avaluació més equilibrada. Mentrestant, els informes del KGB a la direcció soviètica van fer tots els possibles per donar suport a la versió oficial i les afirmacions dels intransigents contra la reforma. Van culpar tot el que passà a Txecoslovàquia a la Primavera de Praga, inclosos en alguns casos accidents de trànsit, incendis i robatoris. El KGB fins i tot fabricà proves, dirigint als agents a plantar diners en efectiu d'armes de fabricació estatunidenca a prop de la frontera alemanya per tal de ser descoberts. Van donar instruccions als agents per penjar cartells demanant l'enderrocament del comunisme. Això demostrà que una xarxa patrocinada per Occident era activa en el moviment de reforma de Dubček com a part d'una insurrecció o cop d'estat imminent. El KGB es va indignar encara més quan el ministre de l'Interior txecoslovac revelà que tot era una provocació soviètica deliberada.
El KGB tenia moltes raons per a les seves accions, però el més important podria haver estat el seu biaix institucional. La Comissió del Pilar creada per investigar els judicis de la dècada de 1950 recomanà la dissolució de la policia secreta, i els serveis de seguretat txecoslovacs ja havien cessat la major part de la cooperació amb el KGB, la qual cosa va tenir un impacte important en l'eficàcia i influència operativa del KGB. Els serveis de seguretat txecs havien estat vitals per a les seves operacions efectives. Alguns suggereixen, a més, que podrien haver temut eventuals represàlies contra els seus agents més actius i lleials dins el StB i el Ministeri de l'Interior. Aquest motiu se suporta en part per les garanties contra les represàlies contra els txecoslovacs prosoviètics als Protocols de Moscou. El KGB també es molestà quan el ministre de l'Interior txecoslovac, Josef Pavel, va revelar l'existència de sis agents d'enllaç del KGB a la seva oficina, donant a entendre que serien destituïts. En una atmosfera de conformitat cultivada per Brezhnev, només uns pocs al Kremlin van expressar l'escepticisme, com Gennadi Voronov, que preguntà: «Qui és realment tan necessari que defensem i de qui?»
Bil'ak s'uniria a Indra per tranquil·litzar els soviètics, prometent que Kolder estaria preparat per ser votat primer secretari del KSC quan arribessin les tropes soviètiques. Quan dos dels seus promesos aliats al Presidium, Jan Piller i František Barbírek, s'oposaren a la invasió i van donar suport a Dubček, els plans soviètics van haver de ser abandonats. Això els obligà a retenir Dubček i el seu govern fins a l'any següent, quan el govern de Dubček ja no va poder contenir una pressió creixent per avançar de nou en les reformes, tant de dins com de fora del partit.
El dia de la invasió, els exèrcits d'ocupació van prendre ràpidament el control de Praga i de l'edifici del Comitè Central, amb Dubček i altres reformadors sota custòdia soviètica. Però, abans de ser arrestats, Dubček instà el poble a no resistir militarment, amb el motiu que «presentar una defensa militar hauria significat exposar els pobles txec i eslovac a un bany de sang sense sentit». Ja el mes anterior, quan els oficials del general Václav Prchlík, cap del departament militar del KSC, van començar a preparar plans de contingència per a una invasió soviètica-Pacte de Varsòvia, Dubček havia vetat immediatament la seva implementació.
A les primeres hores de l'atac, la Ràdio txecoslovaca va emetre una crida als ciutadans perquè no resistissin. El Presídium del Comitè Central del Partit Comunista de Txecoslovàquia demanà a «tots els ciutadans de la República que mantinguessin la pau (romanent als seus llocs), però que no resistissin l'avanç dels exèrcits, perquè la defensa de les nostres fronteres estatals és ara impossible». En fer aquesta declaració oficial abans que les tropes soviètiques poguessin anticipar-se al funcionament del govern oficial, la direcció txecoslovaca s'assegurà que tant la invasió com la invitació soviètica fossin vistes com a il·legítimes, però també va establir el marc polític i estratègic de la resistència com a simbòlic i moral, on l'oponent tindria menys control.
La polèmica en aquell moment i de llavors ençà tracta sobre si Dubček sabia de la invasió i amagà el fet per les seves pròpies raons, potser explicant part de la sorpresa del món. Alguns apunten a la conversa telefònica entre Brezhnev i Dubček el 13 d'agost, en què Dubček està gravat i diu: «Si vostè, del Politburó soviètic, creu que us estem enganyant, hauríeu de prendre la mesura que considereu adequada». Brezhnev li respon: «Aquestes mesures serien més fàcils d'adoptar per a nosaltres si vostè i els seus companys diguessin més obertament que són les mesures que espereu de nosaltres». Els historiadors mai han acceptat la presciència de Dubček, i Dubček sempre ho ha negat, però la resistència txeca fou poc convencional i molt ambigua, i això va crear interrogants.
La resistència no violenta de la població txeca i eslovaca, que va ajudar a retardar la pacificació de les forces del Pacte de Varsòvia durant més de vuit mesos (en contrast amb l'estimació de quatre dies de l'exèrcit soviètic), es va convertir en un exemple de defensa civil. Les aventures del bon soldat Švejk (una novel·la satírica txeca de principis del segle XX) explicava «les bromes de camaraderia de canviar els noms dels carrers i els senyals de trànsit, de fingir no entendre el rus i de publicar una gran varietat de cartells humorístics de benvinguda». Mentrestant, durant un breu temps les emissores de ràdio governamentals van demanar que els invasors tornessin a casa: «Visca la llibertat, Svoboda, Dubček».
Dubček va ser detingut abans de l'alba quan 3 agents de seguretat, revòlvers en mà i acompanyats de soldats amb metralladores, van entrar al seu despatx. Un d'ells tallà els cables del telèfon mentre un altre va començar a punxar-lo. Quan Dubček va protestar, el colpejaren. El seu conductor va intentar intervenir i immediatament va rebre un tret. A Dubček li digueren: «Matarem, si cal, un milió de txecs, va amenaçar un dels oficials, per posar fi a la teva contrarevolució».
Més tard, el dia de la invasió, Dubček, juntament amb el primer ministre Oldřich Černík, Jozef Smrkovsky i Frantisek Kriegel, van ser portats a la Unió Soviètica. Al principi, Dubček fou dut a una casa de muntanya a Ucraïna; tanmateix, en trobar-se amb una resistència popular massiva al seu cop, i el president Svoboda i altres representants txecs que encara eren a Praga negant-se a acceptar qualsevol acord fet sense l'aprovació dels representants oficials del partit, els soviètics van canviar de tàctica i el van enviar a Moscou per a negociar.
El 24 d'agost, els representants soviètics van presentar el Protocol de Moscou. En rebutjar una contraproposta dels col·laboradors de Dubček, van dir que no era negociable. L'única alternativa era la imposició soviètica d'una dictadura militar ara que les seves il·lusions de ser acollits com a alliberadors eren falses. Dubček i altres detinguts foren colpejats repetidament durant la detenció, i Dubček informà que l'havien drogat amb sedants per fer-lo més submís. No obstant això, resistint-se, l'equip de Dubček va obtenir concessions menors però significatives, inclosa la negativa a acceptar justificacions soviètiques per a la invasió o el dret de la Unió Soviètica o qualsevol altre estat a decidir el futur del seu país, així com no acceptar la revocació immediata de totes les reformes. Al final, Dubček va dir que es van veure obligats a signar per evitar el vessament de sang a l'habitació i de tornada a casa, i només František Kriegel s'hi negà a signar. Això va posar fi a la Primavera de Praga i va preparar l'escenari per a una inversió dirigida per Moscou de les reformes que Dubček es va veure obligat a vendre i implementar.
Dubček i la majoria dels reformadors van ser retornats a Praga el 27 d'agost. Aleshores, el Protocol de Moscou pretenia ser un document secret. Fou revelat als membres del partit la setmana següent i després es va filtrar al New York Times. Durant la resta de l'any, Dubček i altres alts dirigents van ser cridats a Moscou repetidament per rebre noves instruccions, i van tornar a casa per lliurar-les a la seva gent. Això portà Dubček a plantejar-se deixar de fumar sota una coacció extrema a vegades, però sempre es va recuperar. Els soviètics no van fer cap intent d'amagar el seu menyspreu. Quan Dubček protestà que ja havia complert els termes del Protocol de Moscou, es diu que el president soviètic Nikolai Podgorny li va dir que «callés». A l'equip txecoslovac se li va dir que els soviètics seguirien girant els cargols amb més força, sense deixar-se defallir per les protestes d'altres partits comunistes. Els van acomiadar dient: «Durant els propers 30 o 40 anys, el socialisme no té cap possibilitat a l'Occident capitalista». Gustav Husák va informar que van ser tractats com «canalla».
El gener de 1969, Dubček fou hospitalitzat a Bratislava per un refredat i va haver de cancel·lar un discurs. Van sorgir rumors que la seva malaltia era la malaltia de les radiacions, causada per estronci radioactiu que li posaren a la seva sopa durant la seva estada a Moscou en un intent de matar-lo. Tanmateix, un informe d'intel·ligència estatunidenc ho va desestimar per manca de proves. Aquest mateix mes, després de l'autoimmolació de Jan Palach, els reformadors van renovar l'ofensiva contra els conservadors de la línia dura. Dubček es va comprometre a mantenir la línia tant contra els reformadors com contra els neoestalinistes, però l'oposició es movia fora del partit per raons tàctiques.
Dubček es va veure obligat a dimitir com a primer secretari l'abril de 1969, després dels disturbis de l'hoquei txecoslovac. Els soviètics no sols estaven alarmats pel fracàs de Dubček per contenir la pressió creixent per reprendre les reformes, sinó pels seus propis fracassos per consolidar un règim neoestalinista sota Indra o els seus altres aliats. Dubček fou substituït per l'antic reformador Gustav Husák, iniciant així un procés de «normalització» que eliminaria dos terços del partit i despolititzaria el país. En aquell moment, se suposa que Leonid Brezhnev va dir: «Si no podem trobar els titelles, lligarem els fils als líders».
Encara que ja no era líder del partit, Dubček havia estat reelegit a l’Assemblea Federal (com es rebatejà el Parlament federal el 1969); Dubček va esdevenir-ne president el 28 d'abril. Després de la repressió violenta de les protestes per part de les noves forces de seguretat nacionals txeques, Dubček signà la «llei de batuta» en vigor a l'agost. Husák ho havia enviat a l'Assemblea Federal per ampliar els poders legals de supressió de la dissidència. Dubček més tard anomenaria això l'error més greu de la seva vida. La llei de batuta es va veure àmpliament com el final de l'esperança d'una resistència reeixida. Malgrat la seva contínua cooperació, Dubček fou destituït del càrrec parlamentari el 15 d'octubre sota el nou govern del primer ministre Cernik. Tot i que Cernik va intentar aplacar els reformistes, la facció antireformista extrema del nou govern, liderada pel cap adjunt del partit Lubomír Štrougal, volia jutjar Dubček. Husák, que s'autodenominava «realista» postideològic, així com Moscou, volien evitar un retorn desestabilitzador a l'estalinisme.
En canvi, Dubček fou enviat a l'exili diplomàtic a Turquia. De cap d'una nació de milions i líder d'1,6 milions de membres del partit, passà a dirigir un grup de 7 persones. Això el deixà fora del país, mentre que les purgues més agressives van començar de debò. Alguns van suggerir en aquell moment que seria massa perillós situar-lo en qualsevol lloc del bloc soviètic, on era àmpliament considerat com un heroi. També es deia que Husák temia que la persecució directa de Dubček pogués provocar més inestabilitat del que promouria. Alguns pensaven que la reticència d'Husák als judicis i execucions es devia a les seves experiències com a presoner; tot i que pensava que el seu empresonament era incorrecte, no tenia cap problema a empresonar enemics estatals per principis generals o sentiments personals. Altres suggereixen que foren els mateixos intransigents els que volien que Dubcek marxés del país per aïllar-lo del públic i evitar que es convertís en un màrtir, ja que els judicis mai havien ajudat el règim comunista ni dins del país ni internacionalment. Alan Levy, un periodista que presencià la Primavera de Praga, explicà la reticència d'Husák amb una comparació. Hongria va poder relaxar el seu control repressiu en menys de 5 anys després de la invasió soviètica, però Txecoslovàquia i els seus antics líders es van mantenir en un estat de llimbs en lloc d'un infern que finalment duraria dècades. Això ho explicà perquè, a diferència d'Hongria, Txecoslovàquia no tenia cap revolta real per liquidar. En canvi, ell i els soviètics van haver d'inventar-se una contrarevolució, no perseguir-la.
No obstant això, el juny d'aquell mateix any, Dubček fou destituït del seu càrrec d'ambaixador i retirat de Turquia després de ser suspès del partit a l'espera d'una investigació per part dels durs. Això es va llegir com un senyal que Husák havia perdut una lluita de poder entre bastidors contra la facció de la línia dura liderada per Štrougal, Indra i Balik. Havien pres el control del Presidium per un marge de 7 a 4, votant per preparar una sèrie de judicis contra els reformadors acusats d'espionatge, sedició i calúmnies a la república. Aleshores, alguns van suggerir que el destí de Dubček i dels seus aliats reformadors es podria haver estat estalviat per l'accident de conduir ebri que salvà Husák de la seva retirada. La investigació resultant va descobrir una conspiració d'ultraconservadors. Altres van dir que aquesta amenaça formava part d'un intent de forçar Dubcek a desertar cap a l'oest, utilitzant la seva dona i els seus fills com a ostatges a Ankara. L'únic debat dins dels cercles dirigents fou la millor manera d'aïllar Dubček del públic mitjançant algun tipus d'assassinat de personatges. Volien que se'l reassignés a un lloc d'oficial superior a l'Institut d'Investigació d'Assegurances de Pensions per atrapar-lo en un escàndol després de no haver pressionat Dubček perquè marxés sota un núvol com a desertor, cosa que el desacreditaria com a membre lleial del partit.
Dubček es trobà com a presoner permanent en llibertat, juntament amb molts altres, purgats del partit i inclosos a la llista negra del treball. La purga del partit donà lloc a una disminució general del nombre de membres d'1,6 milions en el moment en què Dubček va assolir el poder a 880.000 a finals de 1970. Seguirien més purgues a mesura que els lleialistes substituïssin els professionals de carrera. Fins i tot entre els que hi van romandre a finals de 1970, molts van rebutjar els carnets o no havien pagat les quotes. La reducció del nombre anà acompanyada d'un canvi qualitatiu en el partit, i el partit que Dubček encapçalava com a líder de la generació d'idealistes post-estalinistes va desaparèixer. La majoria dels membres tenien més de 60 anys, i la ideologia pràcticament havia desaparegut, fins i tot entre els conservadors. Dubček i els reformadors comunistes havien demostrat ser tan populars que l'única manera d'arrencar-los del teixit polític de la nació era erradicar la ideologia comunista. Per fer-ho calia eliminar pràcticament tota una generació del partit. Fins i tot les universitats txecoslovaques van deixar d'ensenyar marxisme per manca d'instructors «fiables». Qualsevol tipus de creença política, en ràpida successió, seria motiu de sospita, deixant una població descontenta.
Per a Dubček i molts altres, això no significava un retorn a la vida privada, sinó a un altre tipus de vida política, i en el seu cas, la seva carrera en l'alta política es diferiria a casa seva mentre servia com a símbol inspirador dels ideals eurocomunistes a l'estranger. Mentrestant, lluitava per sobreviure personalment a les repressions a casa seva. Exteriorment, es traslladà a un treball domèstic que molts reformadors educats es van veure obligats a fer. En rebutjar una plaça en una agència de seguretat social eslovaca que podria utilitzar-se per implicar-lo en una apropiació indeguda de fons, sol·licità treballar com a forestal. Això li fou rebutjat, però finalment se li donà una feina a l'agència forestal estatal de Bratislava. Encara estava investigat a la feina, però mai es va poder trobar cap irregularitat.

## Exili a Bratislava
Després de la seva expulsió del partit, Dubček es va convertir en una no-persona la menció de la qual estava prohibida. El 1988 va dir a Voice of America que «el que havia passat no es podia descriure com a "vida" en el sentit normal de la paraula, sinó més aviat com una qüestió de supervivència». Les interpretacions del final de la Guerra Freda el van tractar com un home que havia perdut rellevància a causa d'un aïllament prolongat en una vida privada forçada. De fet, la seva vida es va convertir en qualsevol cosa menys privada. La vigilància era constant i intrusiva. Potser simplement va sobreviure a la llegenda que l'havia confinat tant com ho havia fet la policia, però políticament no tenia importància.
Les primeres notícies durant el seu període de normalització, 1970-74, mostren un home que evitava activament l'atenció i canviava amb incertesa entre feines precàries. Digué a un fotògraf d'Alemanya Occidental: "Si us plau, senyor. Si us plau, senyor, si vol ajudar-me, no s'acosti". Altres informes el veien com un home que vivia de manera segura però anònima amb la seva dona i els fills en una vil·la còmoda en un bonic barri de Bratislava. Sembla que aquesta ha estat la faula oficial, ja que cap evidència suggereix que es tracta d'una imatge totalment precisa. Quan, l'any 1975, les autoritats van voler processar la seva dona, Anna, presentà proves de la posició insegura de tota la família i els amics personals li van negar l'atenció mèdica adequada; els seus fills van negar tenir apartaments, els guàrdies armats van anar a casa seva que els van fer témer la seva confiscació, i la seva pròpia condició nerviosa i problemes de salut per vigilància i persecució constants. Va sorgir tota una política al voltant de la falsa representació de l'estabilitat, la seguretat i el privilegi de la vida «privada» dels Dubček, en part per tal de fer plausible que Alexandre tingués la llibertat d'estar molt involucrat en activitats contrarevolucionàries. Dubcek fou descrit com un mestre d'espies de diverses maneres, o quan es demostrà que no ho era, o quan el règim o els altres van ser mal interpretats, com una marioneta egocèntrica i senzilla de forces externes poderoses que viuen una vida privada autoindulgent aïllada de participació i comprensió política. Les queixes, com ara que els fills de Dubček rebien qualificacions altes i van ser admesos a la universitat, van ser descrites per un escriptor com una «venjança autojusta dels aduladors soviètics» dins del règim.
Tal com informava la publicació alemanya, a Dubček finalment se li va donar una feina com a cap de motors a l'Administració Forestal Regional i després treballà com a forestal. Seguint el patró d'altres membres del partit purgats, després fou degradat a una feina menys visible i responsable, plantant arbres. Dubček diria que primer va trencar el seu silenci publicant cartes que va treure de contraban fora del país després que el 1974 se li neguessin el dret a enterrar la seva mare a la llum del dia, per por que provoqués una manifestació antigovernamental. Les cartes públiques de Dubcek a altres partits i a l'Assemblea Nacional formaven part d'una «campanya» internacional més gran de membres depurats i gradualment s'hi van unir moltes figures d'alt perfil fora de Txecoslovàquia i altres activistes nacionals. Aquesta campanya fou estimulada per la publicació internacional de les «memòries» de Josef Smrkovský, així com per la reacció «histèrica» a vegades descrita de Husak davant les transgressions i els escrits reals i inventats de Dubček. Això finalment donà a Dubček una veu més alta a través dels aliats contra el règim i provocà que Dubcek s'autopreservés encara més. Quan el setembre de 1975 Husak intensificava les repressions després de la consolidació de les posicions de lideratge, Dubček reaccionà davant l'interrogatori negant-se a donar la informació filtrada o protestar per l'ús fals del seu nom, contraamenaçant d'actuar «decisivament» si es prenien contra ell «mesures repressives».
L'antic líder de la Primavera de Praga, de fet, tenia molt en comú amb les tendències eurocomunistes. Hi havia reptes als països de l'Est i l'Oest atrapats entre les superpotències, però buscant tant sanar la divisió d'Europa com guanyar autonomia davant la influència de la política de les grans potències. L'eurocomunisme pretenia unificar el moviment obrer europeu i participar plenament en la democràcia parlamentària i interna, descentralitzar i dirigir un rumb independent. Això no sols els portà a un conflicte directe amb la Unió Soviètica durant la repressió contra el sindicat Solidaritat, sinó que havien estat en obert desacord amb Moscou sobre la invasió de Txecoslovàquia. El 1968, el xoc va ser menys públic però igual de clar. En una reunió restringida del Partit Comunista italià, Enrico Berlinguer va dir als membres que preparessin la base per a un enfrontament amb la direcció soviètica per la invasió.
Dubček va tenir una llarga història de contacte no sols amb el Partit Comunista italià, sinó amb el seu diari l'Unità i els seus periodistes. Un article molt favorable sobre ell a L'Unità, el 29 de juny de 1970, informant de la seva expulsió del partit, el retrata com un comunista socialdemòcrata que busca canviar l'estil de govern del partit. Sota una vigilància constant i separat dels seus contactes domèstics, li va ser, en molts aspectes, més fàcil posar-se en contacte amb els mitjans i els partits comunistes occidentals que amb el seu partit i la seva gent. Va veure aquest ús d'intermediaris com el curs natural d'acció, afirmant en una carta al Partit Comunista Italià:
«Atès que la qüestió de la trajectòria política al Partit Comunista s'ha fet internacional, no pot romandre interna en aquest moment. Després de l'expulsió de gairebé 600.000 comunistes del partit i la privació civil i social de les nostres lleis i la Constitució de Txecoslovàquia, la crisi del partit es va aprofundir encara més. Un punt de partida gradual només pot arribar amb l'ajuda d'altres partits comunistes dels països socialistes i d'altres partits comunistes, especialment europeus... Ajudar altres partits comunistes no es pot entendre com una intromissió en els afers interns d'un altre partit comunista, perquè fa temps que s'ha convertit en una qüestió internacional.»
L'establiment de la Carta 77, i els seus contactes internacionals, afegirien encara més pes a causes com la de Dubček. El corrent circulava en dos sentits, ja que les tendències eurocomunistes també estaven penetrant en la política interna txecoslovaca, orientant tant les demandes polítiques com els mètodes de dissidència.
Quan el president estatunidenc Reagan tornà a la Guerra Freda amb el desplegament de míssils nuclears de mitjan abast en sòl europeu, evocà les mateixes preguntes que portà l'exèrcit soviètic a un biaix institucional a favor de la invasió. El govern de Dubček es resistia a la pressió soviètica per posar armes nuclears soviètiques per a llançar-les des del seu sòl. Una avaluació de la NSA trobà que el principal motiu soviètic per a la invasió del 1968 era militar, ja que la Primavera de Praga havia fet descarrilar el tractat secret de desplegament nuclear «conjunt» signat pel govern anterior. Igual que a l'oest, aquest tipus de desplegament es va veure als països de l'Est com una rendició d'una política exterior independent, en donar a la seva superpotència aliada la capacitat de llançar un atac nuclear des del seu sòl sense que la nació amfitriona tingués cap paraula en la matèria.
La relació de Dubček amb els comunistes italians portaria a la seva primera entrevista pública directa, que impulsà la Universitat de Bolonya a oferir-li un doctorat honoris causa que podria salvar les diferències entre l'Est i l'Oest. El seu viatge a Itàlia el 1988, i el reconeixement públic que va obtenir tant pel moment com pel prestigi d'un premi que va compartir amb Nelson Mandela, van marcar el seu retorn a l'alta política. Això ocorregué en un moment en què la Perestroika finalment estava afectant els països del bloc soviètic fora de la Unió Soviètica. Això portà directament a la seva rehabilitació parcial, així com al retorn a la vida pública. Immediatament després de rebre el premi, Dubček fou felicitat per Rudolf Slansky, Jr., fill de Rudolf Slánský, que va assenyalar la seva importància com a «no sols un símbol de la Primavera de Praga, sinó també un símbol dels canvis inevitables a Txecoslovàquia i un autèntic alternativa política».
El 1989, va ser guardonat amb el Premi Sàkharov anual en el seu segon any d'existència.

## Revolució de Vellut

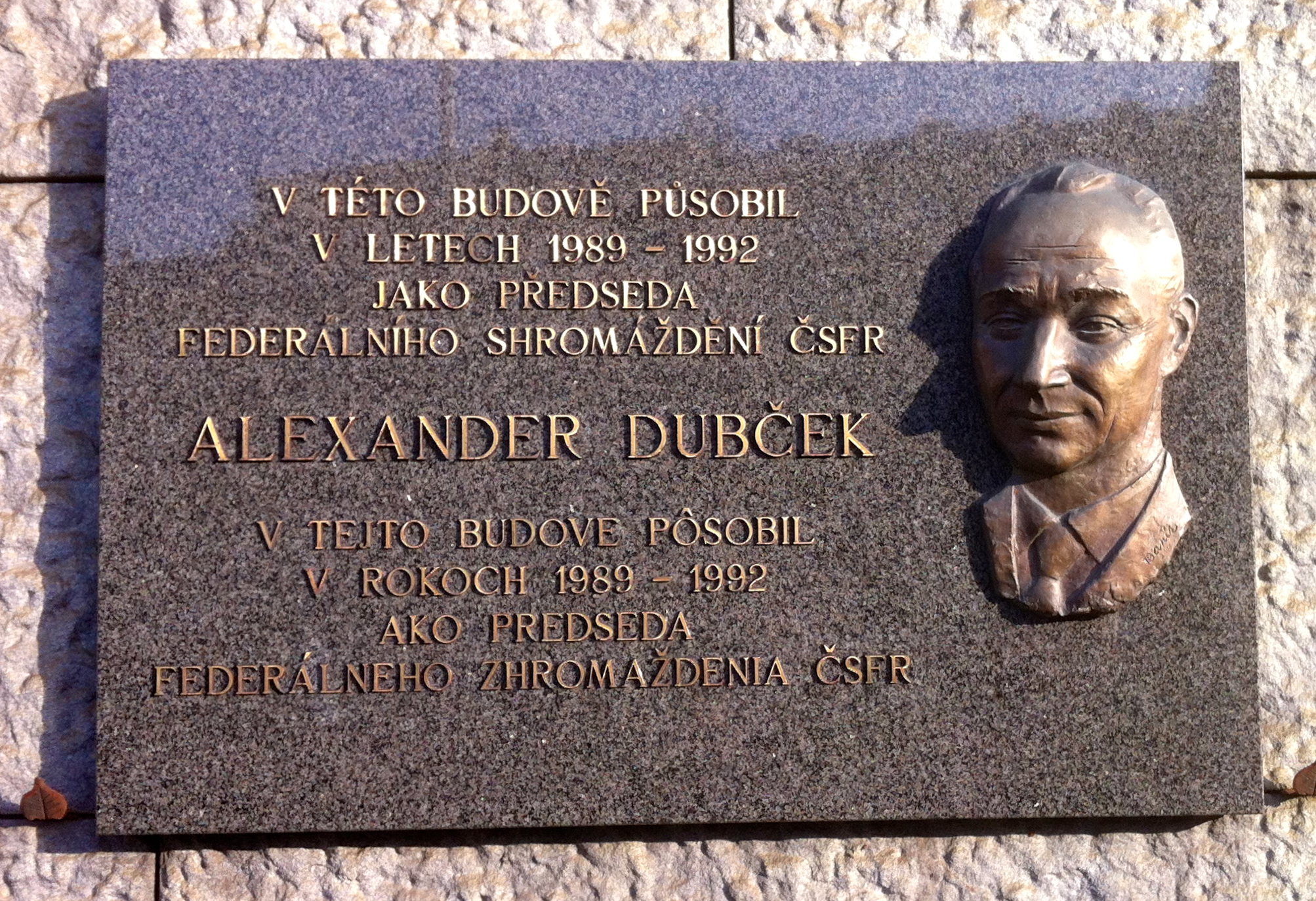
Placa que commemora el servei de Dubček com a president del Parlament txecoslovac entre 1989 i 1992, a la paret del Museu Nacional de Praga

L'any 1989, abans de l'aniversari de la invasió del Pacte de Varsòvia, els membres eslovacs del Moviment per les Llibertats Civils (HOS) van decidir commemorar l'esdeveniment posant flors com a ubicacions d'aquells que havien estat assassinats a Eslovàquia. Cinc dels organitzadors van signar la carta anunciant-ho. Van ser detinguts ràpidament i van passar a ser coneguts com els «Cinc de Bratislava».
El 14 de novembre de 1989, l'últim dia del judici dels 'Cinc de Bratislava', una multitud es va concentrar davant del Palau de Justícia. Com recorda Miroslav Kusý,
| « | Dubček el va acompanyar i la massa de gent reunida va començar a cridar-li espontàniament perquè digués alguna cosa. El van aixecar sobre les espatlles i ell va parlar des d'allà de drets i llibertats polítiques, per tant d'un tema relacionat amb el procés. Tal com va dir Kusý, fou en realitat el primer discurs polític en una manifestació pública, que va marcar l'inici dels canvis revolucionaris a Eslovàquia el novembre de 1989. | » |

Mentre Havel es convertia en president, el 28 de desembre de 1989, Dubček fou elegit president de l'Assemblea Federal, i ocupà aquest càrrec fins a les eleccions parlamentàries del juny de 1992. Fidel a la seva passada dedicació a l'eurocomunisme, abans d'això, el 16 de desembre, donà la benvinguda a la delegació del Partit Socialista Italià encapçalada pel seu president Bettino Craxi a Praga. També hi anà Luciano Antonetti, com a periodista i vell amic. Antonetti va entrevistar Dubček per al diari l'Unità la vigília de les eleccions presidencials. En l'entrevista Dubček va dir: «Aquesta vegada amb l'esquerra europea, estic pensant en la primavera que ve». Però subratllà que «em quedaré fora del Partit Comunista, encara que es renovi». Al llarg de 1990-92, Dubček va continuar els «contactes intensius» amb comunistes i socialistes italians, amb visites a Itàlia on se li va concedir la ciutadania honorífica en moltes ciutats italianes.
El 1990, Dubček va pronunciar el discurs de graduació a la Facultat d'Arts i Ciències de l’American University School of International Service als Estats Units. Va qualificar la lluita de Txecoslovàquia contra la invasió soviètica com una «victòria moral». Gorbatxov l'hauria acceptat quan va dir: «Pensàvem que havíem estrangulat la Primavera de Praga mentre que en realitat ens havíem estrangulat a nosaltres mateixos».
El 1992, després de servir durant molt de temps com a independent, es va convertir en líder del Partit Socialdemòcrata d'Eslovàquia i representà aquest partit a l'Assemblea Federal. Aleshores, Dubček donà un suport ambigu a la unió federal entre txecs i eslovacs contra l'empenta final cap a un estat eslovac independent. Tanmateix, una vegada que va quedar clar que una República Eslovaca independent era inevitable, alhora que històricament la ruptura de Iugoslàvia i altres esdeveniments, molts van suposar que Dubček es convertiria en el seu primer president.
Completat el seu treball, el Moviment Charter 77 es va dissoldre el 3 de novembre de 1992, quatre dies abans que Dubcek morís a causa de les ferides d'un accident de cotxe. L'Assemblea Federal va votar la dissolució de Txecoslovàquia el 25 de novembre de 1992. Txecoslovàquia es va dissoldre formalment el 31 de desembre de 1992. Amb això, Eslovàquia es va convertir en una república independent.

## Últims anys

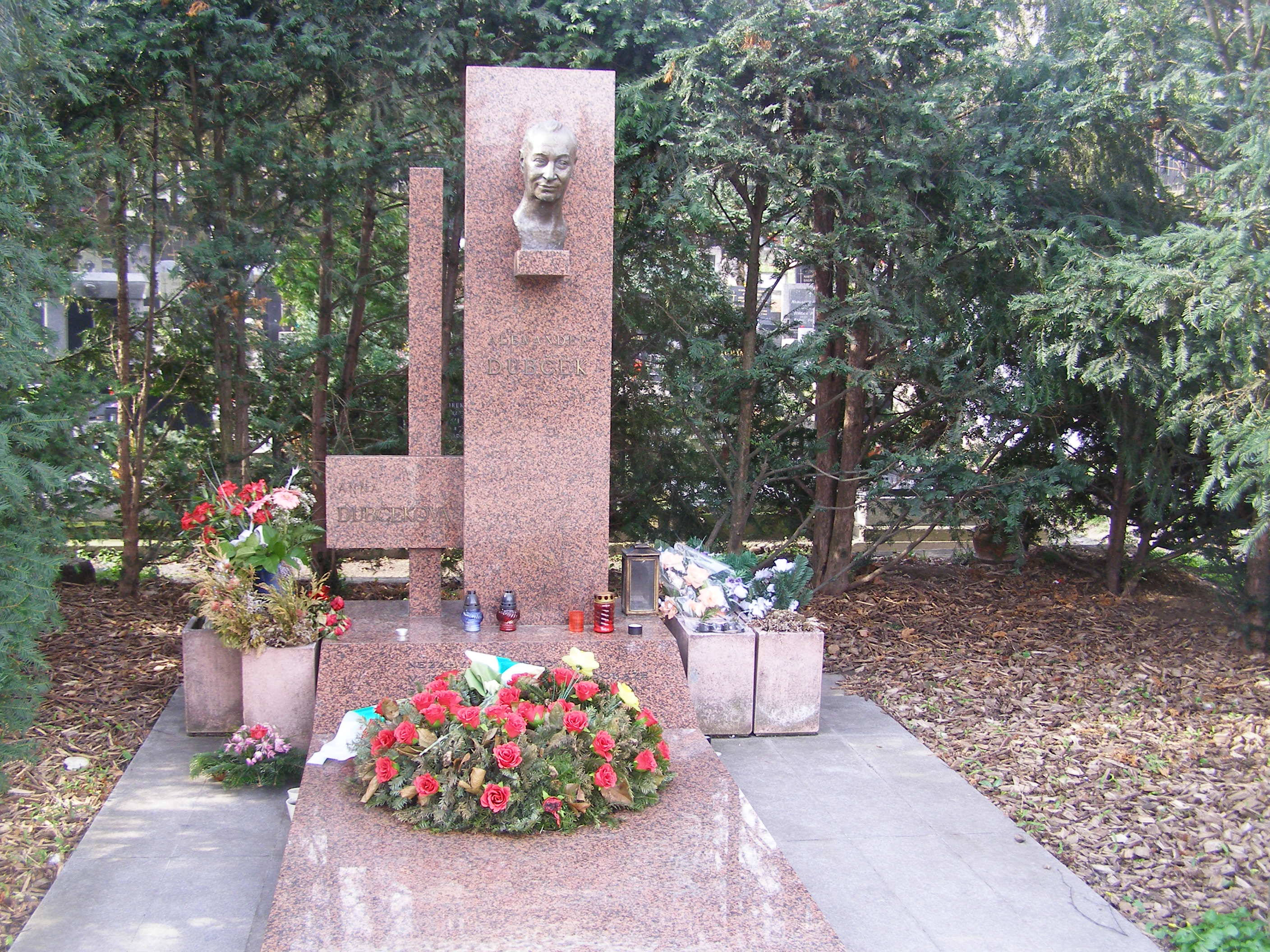
Tomba d'Alexander Dubček a Bratislava

El 17 de novembre, Dubček va assistir a la marxa dels estudiants a Albertov, al districte municipal de Praga 2. Tement que faria un discurs, el StB va arrestar Dubček; i l'alliberà l'endemà al matí. Es va dir que era l'última detenció d'un líder de l'oposició. Martin Bútora, un dels fundadors de Públic Contra la Violència (VPN) relatà l'aparició de Dubček a la plaça de l'Aixecament Nacional Eslovac el 23 de novembre com:
| « | Alexander Dubček, baixant directament del cel... de la no-existència... perquè l'home feia vint anys que no existia, havent passat a un segon pla no sols com a polític, sinó també com a ésser humà, però ara era un líder VPN, un eliminador d'una maledicció, l'alliberament de la por. Volíem demostrar a la direcció del partit... que es van reunir amb una oposició unida... Només calia donar un senyal prou clar d'a costa de què es faria una intervenció violenta. | » |

El 19 de novembre es va establir el Fòrum Cívic, encapçalat pel membre de la Carta 77 Václav Havel per oposar-se al govern comunista. Centenars de milers de persones es van manifestar contra el govern comunista a Praga els dies 20 i 28 de novembre de 1989. La nit després de la seva aparició a la Plaça de l'Aixecament Nacional Eslovac, el 24 de novembre, Dubček va aparèixer amb Havel en un balcó amb vistes a la plaça de Wenceslao, i fou rebut amb un aplaudiment tremend de la multitud de manifestants a sota i l'abraçaven com un símbol de llibertat democràtica. Alguns espectadors fins i tot van cridar Dubček na hrad! (Dubček al Castell de Praga —és a dir, Dubček per a president). La multitud es va dividir quan va dir que aquesta nova revolució era una oportunitat per continuar la feina que havia començat 20 anys abans, per eliminar el que estava malament amb el comunisme. Més tard aquella nit, Dubček pujava a l'escenari amb Havel al Teatre Laterna Magika, la seu del Fòrum Cívic, quan va dimitir tota la direcció del Partit Comunista. Aquesta renúncia eliminà el domini comunista a Txecoslovàquia.
Tot i que la mostra d'un front únic era necessària per a la revolució de 1989, més tard es convertiria en una vergonya política per a alguns que competien pel poder contra els posteriors opositors al règim. Van descartar Dubček com un símbol del passat més que del futur. Això reflectia una divisió entre els moviments juvenils (a vegades anomenats «jacobins») que no volien res amb el passat i la generació més gran, que era vista per ells com massa indulgent i complaent. Molts d'aquests arguments estan enfosquits per la política.
La rivalitat política entre Husák i Dubček, que també es deia que tenia característiques d'animadversió personal derivades de la convicció d'Husák que Dubček era responsable de la invasió del Pacte de Varsòvia, va continuar tenint repercussions fins i tot després de la caiguda del règim el novembre de 1989. En nomenar l'eslovac Marián Čalfa com a primer ministre del govern federal el dia abans de la seva abdicació del càrrec de president de la república, que va tenir lloc el 10 de desembre de 1989, alguns deien que Husák s'havia avançat deliberadament a Dubček en permetre indirectament les eleccions de Václav Havel per al càrrec de president txecoslovac. La popularitat de Dubček en tota Txecoslovàquia era alta, la qual cosa li donava moltes possibilitats de guanyar les eleccions directes per a president, però no tenia el suport de les figures destacades de la revolució de novembre. Van donar suport al membre de la Carta 77 i escriptor de la Primavera de Praga, Vaclav Havel, i a una nova generació de líders.
Quan se li va demanar a Dubček que expliqués aquesta divisió, va dir que la generació més jove era incapaç de distingir entre la seva generació de comunistes reformistes i la generació de comunistes anteriors. Va veure la conseqüència d'això, després de la Revolució de Vellut, com la creació d'un front democràtic afeblit contra els de ment estreta i dogmàtica. Dubček va dir que aquesta no era la primera ni l'última vegada en la història en què «qualsevol revolució arribada a una certa etapa, comença a devorar els seus fills». Segons un membre de la Carta 77, Petruška Šustrová, la generació més jove no havia oblidat que fou Dubček qui havia signat la «llei de batuta» i els seus companys reformadors els que van ajudar a la pacificació del país. Explica que s'havia perdut una cultura de confiança. Era, «políticament i econòmicament impossible continuar on havíem deixat el 1968; els temps havien canviat, i la gent també».

## Mort

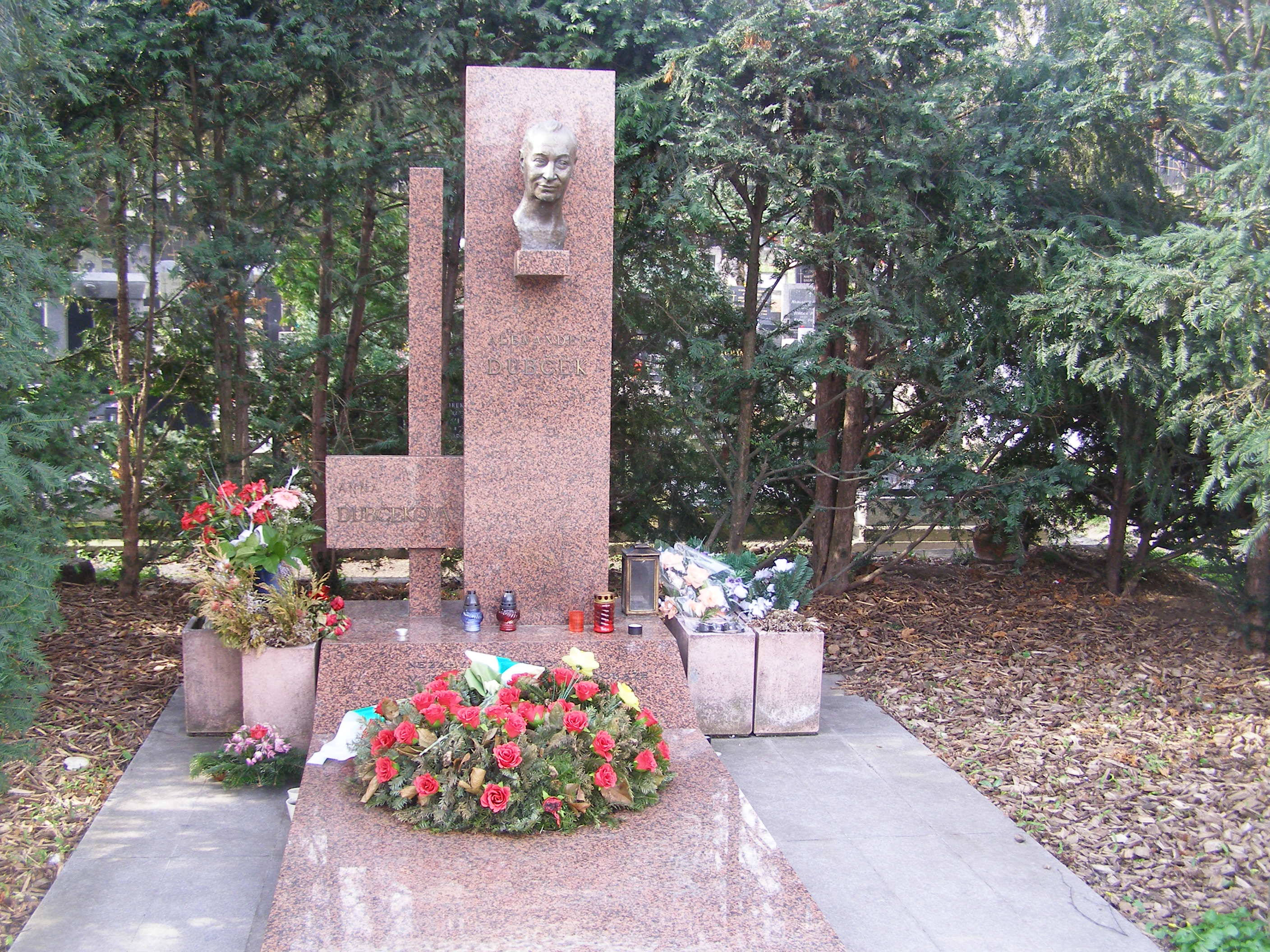
La tomba de Dubček

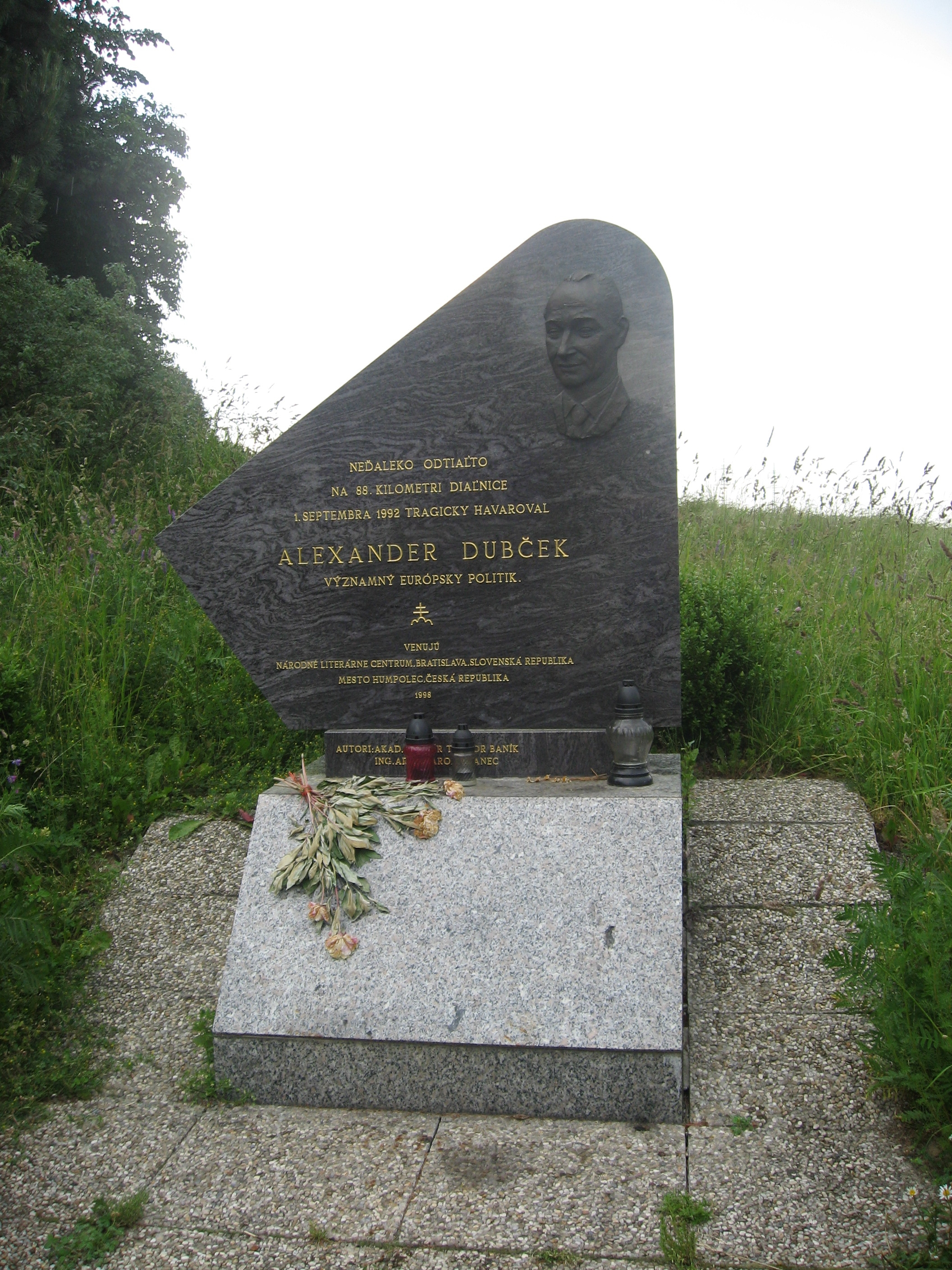
Monument a Dubček, prop del lloc del seu accident mortal

Dubček va morir el 7 de novembre de 1992, a conseqüència de les ferides sofertes en un accident de cotxe que va tenir lloc l'1 de setembre a l’autopista txeca D1, prop d'Humpolec, a 20 dies del seu 71è aniversari. Va ser enterrat al cementiri de Slávičie údolie a Bratislava, Eslovàquia. La seva mort fou una qüestió oberta per a alguns, amb acusacions de participació del llavors primer ministre d'Eslovàquia Vladimír Mečiar o del KGB. Es va reobrir una investigació quan alguns membres del seu Partit Socialdemòcrata ho van exigir. Una segona investigació determinà que la mort s'havia degut a un hidroplanatge a una velocitat excessiva en temps de pluja. El conductor va rebre una condemna de 12 mesos per excés de velocitat. Tanmateix, el seu fill, Pavol Dubček, va dir després que hi era escèptic, que encara hi havia moltes «coses poc clares» sobre la mort del seu pare. En una entrevista, va dir que encara s'hi mantenir escèptic el 2019, i que s'hi mantindria la resta de la seva vida.
L'esposa d'Alexander Dubček, Anna, va morir el 1990. Els van sobreviure tres fills: Pavol, cirurgià i traumatòleg; Peter, economista, i Milan. El primer fill d'Alexandre i Anna va néixer mort.

## Llegat i representacions culturals
Sense Dubček, les reformes txecoslovaques podrien haver pres una forma més tecnocràtica que no incloïa el renaixement de la cultura eslovaca i l'obertura de les arts a formes més fluides i interdisciplinàries que van ser exportades per empreses conjuntes i la diàspora d'artistes després de la repressió soviètica. Políticament, la Primavera de Praga podria haver estat més continguda a Txecoslovàquia. Molts reformadors soviètics, com Sakharov, no haurien tingut la inspiració concreta que provenia de les reformes que Dubček va guiar, especialment la revolta contra l'estancament. «La invasió de Praga inicià el veritable moviment dissident a Rússia. Es va obrir un abisme entre ells i el sistema, que fou un catastròfic presagi del canvi. Sense Praga, no hi hauria hagut Perestroika».
L'estil de lideratge de Dubček, i la frustració final del seu programa per la intervenció soviètica, també van tenir un profund impacte en el desenvolupament i l'orientació dels partits i pensadors comunistes i socialistes a Occident.
Dubcek també va deixar un llegat: els historiadors i el públic continuaran especulant què hauria passat si no hagués mort a causa d'un accident de cotxe o si el seu temps de lideratge de la Primavera de Praga no s'hagués interromput per la intervenció soviètica. Un obituari especula que, si s'hagués convertit en el president eslovac, la seva influència sobre el nou país hauria traçat un camí més immediatament inclusiu cap a Europa.
El mateix Dubček ha estat recordat en representacions artístiques de moltes cultures i èpoques.
El 1984, la cantant i compositora francesa Alice Dona havia llançat una cançó anomenada Le Jardinier de Bratislava amb la lletra escrita per Claude Lemesle, com una cançó apolítica sobre l'amor i l'anhel de llibertat. La cançó s'inspirà en un viatge d'un equip de televisió francès per visitar Dubček a la seva vila prop de Slavín, Bratislava. La policia secreta de ŠtB els va negar l'accés. L'únic metratge recopilat de Dubček era d'ell atenent el seu jardí.
El 1990, la pel·lícula Invasion, una dramatització de la invasió soviètica, fou editada pels productors per incloure comentaris traduïts d'Alexander Dubček responent a la seva entrevista sobre els esdeveniments que representa.
La pel·lícula titulada Dubček, estrenada el 2018, és la primera pel·lícula basada en la vida d'Alexander Dubček. És una pel·lícula històrica eslovaca la trama principal de la qual gira al voltant d'esdeveniments relacionats amb la invasió del Pacte de Varsòvia.